# Vòng loại Giải vô địch bóng đá thế giới 2018 – Khu vực châu Âu (Bảng E)
Dưới đây là kết quả các trận đấu trong khuôn khổ bảng E – vòng loại giải vô địch bóng đá thế giới 2018 khu vực châu Âu.
Bảng E bao gồm 6 đội: România, Đan Mạch, Ba Lan, Montenegro, Armenia, Kazakhstan, thi đấu trong hai năm 2016 và 2017, theo thể thức lượt đi–lượt về, vòng tròn tính điểm, lấy đội đầu bảng tham gia vòng chung kết.

## Bảng xếp hạng
| Tiêu chí xếp hạng vòng loại Giải vô địch bóng đá thế giới 2018 |
| --- |
| Với thể thức sân nhà và sân khách, việc xếp hạng các đội trong mỗi bảng được dựa trên các tiêu chí sau đây (quy định các Điều 20.6 và 20.7): 1. Điểm số (3 điểm cho 1 trận thắng, 1 điểm cho 1 trận hòa, 0 điểm cho 1 trận thua) 2. Hiệu số bàn thắng thua 3. Số bàn thắng 4. Điểm số trong trận đấu giữa các đội 5. Hiệu số bàn thắng thua trong trận đấu giữa các đội 6. Số bàn thắng ghi được trong trận đấu giữa các đội 7. Số bàn thắng sân khách ghi được trong các trận đấu giữa các đội 8. Trận play-off trên sân trung lập (nếu được chấp thuận bởi FIFA), với hiệp phụ và đá sút luân lưu nếu cần |

| VT | Đội        | ST | T | H | B | BT | BB | HS  | Đ  | Giành quyền tham dự                        |     |     |     |     |     |     |     |
| -- | ---------- | -- | - | - | - | -- | -- | --- | -- | ------------------------------------------ | --- | --- | --- | --- | --- | --- | --- |
| 1  | Ba Lan     | 10 | 8 | 1 | 1 | 28 | 14 | +14 | 25 | Vượt qua vòng loại vào FIFA World Cup 2018 |     | —   | 3–2 | 4–2 | 3–1 | 2–1 | 3–0 |
| 2  | Đan Mạch   | 10 | 6 | 2 | 2 | 20 | 8  | +12 | 20 | Giành quyền vào vòng 2                     |     | 4–0 | —   | 0–1 | 1–1 | 1–0 | 4–1 |
| 3  | Montenegro | 10 | 5 | 1 | 4 | 20 | 12 | +8  | 16 |                                            |     | 1–2 | 0–1 | —   | 1–0 | 4–1 | 5–0 |
| 4  | România    | 10 | 3 | 4 | 3 | 12 | 10 | +2  | 13 |                                            | 0–3 | 0–0 | 1–1 | —   | 1–0 | 3–1 |     |
| 5  | Armenia    | 10 | 2 | 1 | 7 | 10 | 26 | −16 | 7  |                                            | 1–6 | 1–4 | 3–2 | 0–5 | —   | 2–0 |     |
| 6  | Kazakhstan | 10 | 0 | 3 | 7 | 6  | 26 | −20 | 3  |                                            | 2–2 | 1–3 | 0–3 | 0–0 | 1–1 | —   |     |

## Các trận đấu
Lịch thi đấu của bảng E đã được quyết định sau cuộc họp tại Sankt-Peterburg, Nga vào ngày 26 tháng 7 năm 2015. Giờ địa phương là CET/CEST, như được liệt kê bởi UEFA (giờ địa phương trong ngoặc đơn).
| Đan Mạch    | 1–0                             | Armenia |
| ----------- | ------------------------------- | ------- |
| Eriksen 17' | Chi tiết (FIFA) Chi tiết (UEFA) |         |

| Kazakhstan             | 2–2                             | Ba Lan                                |
| ---------------------- | ------------------------------- | ------------------------------------- |
| Khizhnichenko 51', 58' | Chi tiết (FIFA) Chi tiết (UEFA) | Kapustka 9' · Lewandowski 35' (ph.đ.) |

| România  | 1–1                             | Montenegro  |
| -------- | ------------------------------- | ----------- |
| Popa 85' | Chi tiết (FIFA) Chi tiết (UEFA) | Jovetić 87' |

| Armenia | 0–5                             | România                                                              |
| ------- | ------------------------------- | -------------------------------------------------------------------- |
|         | Chi tiết (FIFA) Chi tiết (UEFA) | Stancu 4' (ph.đ.) · Popa 10' · Marin 12' · Stanciu 29' · Chipciu 60' |

| Montenegro                                                           | 5–0                             | Kazakhstan |
| -------------------------------------------------------------------- | ------------------------------- | ---------- |
| Tomašević 24' · Vukčević 59' · Jovetić 64' · Bećiraj 73' · Savić 78' | Chi tiết (FIFA) Chi tiết (UEFA) |            |

| Ba Lan                            | 3–2                             | Đan Mạch                      |
| --------------------------------- | ------------------------------- | ----------------------------- |
| Lewandowski 20', 36' (ph.đ.), 48' | Chi tiết (FIFA) Chi tiết (UEFA) | Glik 49' (l.n.) · Poulsen 69' |

| Kazakhstan | 0–0                             | România |
| ---------- | ------------------------------- | ------- |
|            | Chi tiết (FIFA) Chi tiết (UEFA) |         |

| Đan Mạch | 0–1                             | Montenegro  |
| -------- | ------------------------------- | ----------- |
|          | Chi tiết (FIFA) Chi tiết (UEFA) | Bećiraj 32' |

| Ba Lan                                | 2–1                             | Armenia      |
| ------------------------------------- | ------------------------------- | ------------ |
| Mkoyan 48' (l.n.) · Lewandowski 90+5' | Chi tiết (FIFA) Chi tiết (UEFA) | Pizzelli 50' |

| Armenia                                          | 3–2                             | Montenegro                  |
| ------------------------------------------------ | ------------------------------- | --------------------------- |
| A. Grigoryan 50' · Haroyan 74' · Ghazaryan 90+4' | Chi tiết (FIFA) Chi tiết (UEFA) | Kojašević 36' · Jovetić 38' |

| Đan Mạch                                                  | 4–1                             | Kazakhstan     |
| --------------------------------------------------------- | ------------------------------- | -------------- |
| Cornelius 15' · Eriksen 36' (ph.đ.), 90+2' · Ankersen 78' | Chi tiết (FIFA) Chi tiết (UEFA) | Suyumbayev 17' |

| România | 0–3                             | Ba Lan                                        |
| ------- | ------------------------------- | --------------------------------------------- |
|         | Chi tiết (FIFA) Chi tiết (UEFA) | Grosicki 11' · Lewandowski 83', 90+1' (ph.đ.) |

| Armenia                      | 2–0                             | Kazakhstan |
| ---------------------------- | ------------------------------- | ---------- |
| Mkhitaryan 73' · Özbiliz 75' | Chi tiết (FIFA) Chi tiết (UEFA) |            |

| Montenegro | 1–2                             | Ba Lan                         |
| ---------- | ------------------------------- | ------------------------------ |
| Mugoša 63' | Chi tiết (FIFA) Chi tiết (UEFA) | Lewandowski 40' · Piszczek 82' |

| România | 0–0                             | Đan Mạch |
| ------- | ------------------------------- | -------- |
|         | Chi tiết (FIFA) Chi tiết (UEFA) |          |

| Kazakhstan | 1–3                             | Đan Mạch                                          |
| ---------- | ------------------------------- | ------------------------------------------------- |
| Kuat 76'   | Chi tiết (FIFA) Chi tiết (UEFA) | Jørgensen 27' · Eriksen 51' (ph.đ.) · Dolberg 81' |

| Montenegro                         | 4–1                             | Armenia    |
| ---------------------------------- | ------------------------------- | ---------- |
| Bećiraj 2' · Jovetić 28', 54', 82' | Chi tiết (FIFA) Chi tiết (UEFA) | Koryan 89' |

| Ba Lan                                    | 3–1                             | România    |
| ----------------------------------------- | ------------------------------- | ---------- |
| Lewandowski 29' (ph.đ.), 57', 62' (ph.đ.) | Chi tiết (FIFA) Chi tiết (UEFA) | Stancu 77' |

| Kazakhstan | 0–3                             | Montenegro                              |
| ---------- | ------------------------------- | --------------------------------------- |
|            | Chi tiết (FIFA) Chi tiết (UEFA) | - Vešović 31' - Bećiraj 53' - Simić 63' |

| Đan Mạch                                                    | 4–0                             | Ba Lan |
| ----------------------------------------------------------- | ------------------------------- | ------ |
| - Delaney 15' - Cornelius 42' - Jørgensen 59' - Eriksen 80' | Chi tiết (FIFA) Chi tiết (UEFA) |        |

| România     | 1–0                             | Armenia |
| ----------- | ------------------------------- | ------- |
| Maxim 90+1' | Chi tiết (FIFA) Chi tiết (UEFA) |         |

| Armenia   | 1–4                             | Đan Mạch                                |
| --------- | ------------------------------- | --------------------------------------- |
| Koryan 6' | Chi tiết (FIFA) Chi tiết (UEFA) | - Delaney 16', 81', 90+3' - Eriksen 29' |

| Montenegro  | 1–0                             | România |
| ----------- | ------------------------------- | ------- |
| Jovetić 75' | Chi tiết (FIFA) Chi tiết (UEFA) |         |

| Ba Lan                                           | 3–0                             | Kazakhstan |
| ------------------------------------------------ | ------------------------------- | ---------- |
| - Milik 11' - Glik 74' - Lewandowski 86' (ph.đ.) | Chi tiết (FIFA) Chi tiết (UEFA) |            |

| Armenia           | 1–6                             | Ba Lan                                                                      |
| ----------------- | ------------------------------- | --------------------------------------------------------------------------- |
| Hambardzumyan 39' | Chi tiết (FIFA) Chi tiết (UEFA) | - Grosicki 2' - Lewandowski 18', 25', 64' - Błaszczykowski 58' - Wolski 89' |

| Montenegro | 0–1                             | Đan Mạch    |
| ---------- | ------------------------------- | ----------- |
|            | Chi tiết (FIFA) Chi tiết (UEFA) | Eriksen 16' |

| România                                 | 3–1                             | Kazakhstan   |
| --------------------------------------- | ------------------------------- | ------------ |
| - Budescu 33', 38' (ph.đ.) - Keșerü 73' | Chi tiết (FIFA) Chi tiết (UEFA) | Turysbek 82' |

| Đan Mạch            | 1–1                             | România  |
| ------------------- | ------------------------------- | -------- |
| Eriksen 59' (ph.đ.) | Chi tiết (FIFA) Chi tiết (UEFA) | Deac 88' |

| Kazakhstan   | 1–1                             | Armenia        |
| ------------ | ------------------------------- | -------------- |
| Turysbek 62' | Chi tiết (FIFA) Chi tiết (UEFA) | Mkhitaryan 26' |

| Ba Lan                                                                 | 4–2                             | Montenegro                  |
| ---------------------------------------------------------------------- | ------------------------------- | --------------------------- |
| - Mączyński 6' - Grosicki 16' - Lewandowski 86' - Stojković 89' (l.n.) | Chi tiết (FIFA) Chi tiết (UEFA) | - Mugoša 78' - Vukčević 83' |

## Danh sách cầu thủ ghi bàn
16 bàn
- Robert Lewandowski

8 bàn
- Christian Eriksen

7 bàn
- Stevan Jovetić

4 bàn
- Thomas Delaney
- Fatos Bećiraj

3 bàn
- Kamil Grosicki

2 bàn
- Ruslan Koryan
- Henrikh Mkhitaryan
- Andreas Cornelius
- Nicolai Jørgensen
- Sergei Khizhnichenko
- Bauyrzhan Turysbek
- Stefan Mugoša
- Nikola Vukčević
- Constantine Budescu
- Adrian Popa
- Bogdan Stancu

1 bàn
- Gevorg Ghazaryan
- Artak Grigoryan
- Varazdat Haroyan
- Aras Özbiliz
- Marcos Pizzelli
- Peter Ankersen
- Kasper Dolberg
- Yussuf Poulsen
- Islambek Kuat
- Gafurzhan Suyumbayev
- Damir Kojašević
- Stefan Savić
- Marko Simić
- Žarko Tomašević
- Marko Vešović
- Jakub Błaszczykowski
- Kamil Glik
- Bartosz Kapustka
- Krzysztof Mączyński
- Arkadiusz Milik
- Łukasz Piszczek
- Rafał Wolski
- Alexandru Chipciu
- Ciprian Deac
- Claudiu Keșerü
- Răzvan Marin
- Alexandru Maxim
- Nicolae Stanciu

Phản lưới nhà
- Hrayr Mkoyan (trong trận gặp Ba Lan)
- Filip Stojković (trong trận gặp Ba Lan)
- Kamil Glik (trong trận gặp Đan Mạch)

## Thẻ phạt
| Cầu thủ              | Đội tuyển  | Thẻ phạt                                                                 | Treo giò                            |
| -------------------- | ---------- | ------------------------------------------------------------------------ | ----------------------------------- |
| Gor Malakyan         | Armenia    | v România (8 tháng 10 năm 2016)                                          | v Ba Lan (11 tháng 10 năm 2016)     |
| Bauyrzhan Islamkhan  | Kazakhstan | v Ba Lan (4 tháng 9 năm 2016) · v Montenegro (8 tháng 10 năm 2016)       | v România (11 tháng 10 năm 2016)    |
| Islambek Kuat        | Kazakhstan | v Ba Lan (4 tháng 9 năm 2016) · v România (11 tháng 10 năm 2016)         | v Đan Mạch (11 tháng 11 năm 2016)   |
| Gaël Andonian        | Armenia    | v Ba Lan (11 tháng 10 năm 2016)                                          | v Montenegro (11 tháng 11 năm 2016) |
| Thiago Cionek        | Ba Lan     | v Đan Mạch (8 tháng 10 năm 2016) · v Armenia (11 tháng 10 năm 2016)      | vs Romania (11tháng 11 năm 2016)    |
| Yeldos Akhmetov      | Kazakhstan | v Ba Lan (4 tháng 9 năm 2016) · v Đan Mạch (11 tháng 11 năm 2016)        | vs Armenia (26 tháng 3 năm 2017)    |
| Florin Andone        | România    | v Montenegro (4 tháng 9 năm 2016) · v Ba Lan (11 tháng 11 năm 2016)      | vs Denmark (26 tháng 3 năm 2017)    |
| Varazdat Haroyan     | Armenia    | v Montenegro (11 tháng 11 năm 2016) · v Kazakhstan (26 tháng 3 năm 2017) | v Montenegro (10 tháng 6 năm 2017)  |
| Serhiy Malyi         | Kazakhstan | v Armenia (26 tháng 3 năm 2017)                                          | v Đan Mạch (10 tháng 6 năm 2017)    |
| Andreas Cornelius    | Đan Mạch   | v Kazakhstan (11 tháng 11 năm 2016) · v România (26 tháng 3 năm 2017)    | v Kazakhstan (10 tháng 6 năm 2017)  |
| Marko Vešović        | Montenegro | v Đan Mạch (11 tháng 10 năm 2016) · v Ba Lan (26 tháng 3 năm 2017)       | v Armenia (10 tháng 6 năm 2017)     |
| Kamil Glik           | Ba Lan     | v Kazakhstan (4 tháng 9 năm 2016) · v Montenegro (26 tháng 3 năm 2017)   | v Romania (10 tháng 6 năm 2017)     |
| Bauyrzhan Islamkhan  | Kazakhstan | v Đan Mạch (10 tháng 6 năm 2017)                                         | v Montenegro (1 tháng 9 năm 2017)   |
| Artak Grigoryan      | Armenia    | v România (8 tháng 10 năm 2016) · v Montenegro (10 tháng 6 năm 2017)     | v România (1 tháng 9 năm 2017)      |
| Cristian Săpunaru    | România    | v Ba Lan (11 tháng 11 năm 2016) · v Ba Lan (10 tháng 6 năm 2017)         | v Armenia (1 tháng 9 năm 2017)      |
| Marko Simić          | Montenegro | v România (4 tháng 9 năm 2016) · v Kazakhstan (1 tháng 9 năm 2017)       | v România (4 tháng 9 năm 2017)      |
| Taron Voskanyan      | Armenia    | v România (1 tháng 9 năm 2017)                                           | v Đan Mạch (4 tháng 9 năm 2017)     |
| Mihai Pintilii       | România    | v Đan Mạch (26 tháng 3 năm 2017) · v Armenia (1 tháng 9 năm 2017)        | v Montenegro (4 tháng 9 năm 2017)   |
| Varazdat Haroyan     | Armenia    | v România (1 tháng 9 năm 2017) · v Đan Mạch (4 tháng 9 năm 2017)         | v Ba Lan (5 tháng 10 năm 2017)      |
| Yuriy Logvinenko     | Kazakhstan | vs Denmark (10 tháng 6 năm 2017) · v Ba Lan (4 tháng 9 năm 2017)         | v România (5 tháng 10 năm 2017)     |
| Fatos Bećiraj        | Montenegro | v Kazakhstan (8 tháng 10 năm 2016) · v România (4 tháng 9 năm 2017)      | v Đan Mạch (5 tháng 10 năm 2017)    |
| Cosmin Moți          | România    | v Montenegro (4 tháng 9 năm 2016) · v Montenegro (4 tháng 9 năm 2017)    | v Kazakhstan (5 tháng 10 năm 2017)  |
| Islambek Kuat        | Kazakhstan | v Ba Lan (4 tháng 9 năm 2017) · v România (5 tháng 10 năm 2017)          | v Armenia (8 tháng 10 năm 2017)     |
| Serhiy Malyi         | Kazakhstan | v Armenia (26 tháng 3 năm 2017) · v România (5 tháng 10 năm 2017)        | v Armenia (8 tháng 10 năm 2017)     |
| Gafurzhan Suyumbayev | Kazakhstan | v Ba Lan (4 tháng 9 năm 2017) · v România (5 tháng 10 năm 2017)          | v Armenia (8 tháng 10 năm 2017)     |
| Stefan Savić         | Montenegro | v Ba Lan (26 tháng 3 năm 2017) · v Đan Mạch (5 tháng 10 năm 2017)        | v Ba Lan (8 tháng 10 năm 2017)      |
| Marko Vešović        | Montenegro | v România (4 tháng 9 năm 2017) · v Đan Mạch (5 tháng 10 năm 2017)        | v Ba Lan (8 tháng 10 năm 2017)      |
| Romario Benzar       | România    | v Ba Lan (11 tháng 11 năm 2016) · v Kazakhstan (5 tháng 10 năm 2017)     | v Đan Mạch (8 tháng 10 năm 2017)    |
| Alexandru Chipciu    | România    | v Montenegro (4 tháng 9 năm 2017) · v Kazakhstan (5 tháng 10 năm 2017)   | v Đan Mạch (8 tháng 10 năm 2017)    |